# Obaveštajno-bezbednosni sistem Ujedinjenog Kraljevstva
Vlada Ujedinjenog Kraljevstva poseduje obaveštajne agencije u nekoliko različitih državnih odeljenja. Agencije su odgovorne za prikupljanje i distribuciju, stranih i domaćih obaveštajnih podataka, obezbeđivanje vojnih obaveštajnih podataka, vršenje špijunaže i kontra-obaveštajne delatnosti. Njihove procene obaveštajnih podataka doprinose vođenju spoljne politike Ujedinjenog Kraljevstva, očuvanju nacionalne bezbednosti Ujedinjenog Kraljevstva, vojnom planiranju i sprovođenju zakona u Ujedinjenom Kraljevstvu. Tri glavne agencije su: 
- Tajna obaveštajna služba (MI6)
- Služba bezbednosti (MI5)
- Vladin štab za komunikacije (GCHQ).

Prve obaveštajne službe Velike Britanije se razvijaju u 19. veku. Dešifrovanje Cimermanovog telegrama 1917. je označeno kao najznačajniji obaveštajni trijumf za Veliku Britaniju tokom Prvog svetskog rata i predstavlja jednu od najranijih situacija u kojima su obaveštajni podaci, uticali na svetske događaje. Tokom Drugog svetskog rata, ali i nakon toga, mnogi posmatrači smatraju Ultru veoma značajnom za Saveznike tokom Drugog svetskog rata. U posleratnom periodu, obaveštajna saradnja između Ujedinjenog Kraljevstva i Sjedinjenih Država postala je kamen temeljac okupljanja zapadnih obaveštajnih službi i „Specijalnog odnosa” između Velike Britanije i SAD.

## Trenutne/Aktivne službe
|                                  | Ime agencije                                                                                      | Kratak opis posla                                                                      |
| -------------------------------- | ------------------------------------------------------------------------------------------------- | -------------------------------------------------------------------------------------- |
| Unutrašnja obaveštajna delatnost | Služba bezbednosti (MI5)                                                                          | Protiv terorizma i špijunaže na teritoriji Velike Britanije                            |
| Unutrašnja obaveštajna delatnost | Nacionalna obaveštajna jedinica za domaći (unutrašnji) ekstremizam i nerede (NDEDIU)              | Anti-ekstremizam i sprečavanje javnih nemira na teritoriji Velike Britanije            |
| Unutrašnja obaveštajna delatnost | Nacionalna agencija za organizovani kriminal (NCA)                                                | Prikupljanje i analiza obaveštajnih podataka iz sfere organizovanog kriminala          |
| Unutrašnja obaveštajna delatnost | Nacionalna Obaveštajna Služba za Balistiku (NBIS)                                                 | Upravljanje i pružanje detaljnih informacija o kriminalitetu vezanom za vatreno oružje |
| Unutrašnja obaveštajna delatnost | Nacionalni obaveštajni biro za borbu protiv prevara/Nacionalni obaveštajni biro za prevare (NFIB) | Prikupljanje i analiza obaveštajnih podataka iz sfere privrednog kriminala             |
| Spoljna obaveštajna delatnost    | Tajna obaveštajna služba (SIS/MI6)                                                                | Prikupljanje i analiza stranih obaveštajnih podataka                                   |
| Spoljna obaveštajna delatnost    | Odbrambeno obaveštajna služba (DIS)                                                               | Prikupljanje vojno-obaveštajnih podataka                                               |
| Elektronsko-izviđačka delatnost  | Vladin štab za komunikacije (GCHQ)                                                                | Prikupljanje i analiza elektronskih podataka                                           |
| Združena obaveštajna delatnost   | Objedinjeni obaveštajni komitet (JIO)                                                             | Zajednička analiza obaveštajnih podataka                                               |

## Istorijat
Direkcija vojno-obaveštajne službe UK je od 19. veka bila deo Ratnog Kabineta. Tokom Drugog svetskog rata, odseci su numerisani i često nazivani „M.I. + broj”.
Biro tajne službe (engl. The Secret Service Bureau) osnovan je 1909. godine na zajedničku inicijativu Admiraliteta Ujedinjenog Kraljevstva (Ministarstva ratne mornarice) i Ratnog Kabineta, kako bi se vršila kontrola operacija tajnih obaveštajnih službi u Velikoj Britaniji i inostranstvu. Biro se najviše koncentrisao na aktivnosti Vlade Nemačkog carstva. Bio je podeljen na pomorske i vojne odseke, koji su vremenom specijalizovani za spoljnu špijunažu i unutrašnju kontra-obaveštajnu delatnost. Ova specijalizacija je rezultat obaveštajnih zahteva Admiraliteta, vezanih za pomorsku snagu Mornarice Carske Nemačke i formalizovana je pre 1914. godine. Tokom Prvog svetskog rata, 1916. godine, dva odseka su podvrgnuta administrativnim promenama, tako da je unutrašnja sekcija za kontra-obaveštajnu delatnost postala Direkcija vojno-obaveštajne službe Odeljak 5 (MI5), a inostrani deo postao je Direkcija vojno-obaveštajne službe Odeljak 6 (MI6). Ova imena – MI5 i MI6, su imena pomoću kojih su Služba bezbednosti i Tajna obaveštajna služba često prepoznate danas.
Hiljadu devetsto devetnaeste godine, Kabinetov Odbor za tajne službe, preporučio je da se kreira agencija za probijanje šifri/kodova. Osoblje agencije je bilo kombinacija ljudi iz N.I.D25 (eng. Room 40; odsek u britanskom Admiraltetu, najčešće identifikovan sa naporima kriptoanalize Velike Britanije tokom Prvog svetskog rata, posebno presretanjem i dekodiranjem Zimmermann Telegrama, koji je imao bitnu ulogu u dovođenju Sjedinjenih Država u rat) i MI1b (zadatak presretanje i kriptoanaliza) i ujedinjeno je u novu organizaciju pod nazivom/pseudonimom "Kodeks Vlade i škola šifrovanja" (GC & CS). Tokom Drugog svetskog rata, GC & CS je radila na dekodiranju poznate nemačke Enigme (pseudonim Ultra) i Lorencove šifre (eng. Lorenz ciphers), ali i na velikom broju drugih problema. Kodeks Vlade i škola šifrovanja je u junu 1946. preimenovan u „Vladin štab za komunikacije” (GCHQ). Ratna obaveštajna saradnja između Ujedinjenog Kraljevstva i Sjedinjenih Američkih Država nastavila se i u posleratnom periodu. Shodno tome, dve zemlje potpisale su bilateralni sporazum UKUSA 1948. godine. Kasnije je proširen tako da uključuje Kanadu, Australiju i Novi Zeland (poznatije pod nazivom „Pet očiju”), kao i saradnjom sa nekoliko "zemalja trećeg sveta". Ovo je postalo kamen temeljac okupljanja zapadnih obaveštajnih službi i "Specijalnog odnosa" između Velike Britanije i SAD.
Objedinjeni obaveštajni biro (JIB) uspostavljen je 1946. godine. Struktura JIB-a se sastojala od niza divizija: nabavna (JIB 1), geografska (JIB 2 i JIB 3), odbrana, pristaništa i plaža (JIB 4), aerodroma (JIB 5), ključnih tačaka (JIB 6), ulja (JIB 7) i telekomunikacija (JIB 8).
Kada je Ministarstvo odbrane formirano 1964. godine, JIB, pomorske obaveštajne službe, vojno-obaveštajna služba i obaveštajna služba vazdušnog saobraćaja su kombinovane da formiraju Obaveštajnu jedinicu odbrane (DIS). DIS se prvo fokusirao na pitanja hladnog rata.
Zakon o bezbednosnim službama iz 1989. godine uspostavio je pravnu osnovu Službe bezbednosti (MI5), prvi put pod vladom koju je predvodila Margaret Tačer. Vladinom štabu za komunikacije (GCHQ) i Tajnoj obaveštajnoj službi (MI6) su prvi put  postavljene zakonske osnove donošenjem Zakona o obaveštajnim službama (1994) pod vladom koju je predvodio Džon Mejdžor.
U 2009. godini, Obaveštajna jedinica odbrane (DIS) menja ime u Obaveštajnu službu odbrane (DI). Objedinjena obaveštajna organizacija pruža procenu podataka i savete o razvoju analitičke sposobnosti britanske obaveštajne zajednice za Objedinjeni obaveštajni komitet  i Savet za nacionalnu bezbednost.
Nacionalna agencija za organizovani criminal (NCA), osnovana 2013. godine, prikuplja i analizira obaveštajne podatke o ozbiljnom i organizovanom kriminalu. Prethode joj Agencija za ozbiljan organizovani kriminal - SOCA (2006–2013), Nacionalna kriminalistička obaveštajna služba - NCIS (1992-2006.) i Nacionalna obaveštajna jedinica za narkotike (1970-1992). Postoje i tri druge obaveštajne službe unutrašnje obaveštajne delatnosti pod nadležnošću Ministarstva unutrašnjih poslova. To su Nacionalna obaveštajna jedinica za domaći (unutrašnji) ekstremizam i nerede (NDEDIU) od 2004. godine, Nacionalna Obaveštajna Služba za Balistiku (NBIS) od 2008. godine i Nacionalni obaveštajni biro za prevare (NFIB) osnovan 2010. godine od strane Policije grada Londona.

## Organizacija obaveštajno-bezbednosnog sistema
Strateški ciljevi utvrđene politike nacionalne bezbednosti Velike Britanije obuhvataju nekoliko, životno važnih, pitanja kao što su:
1. Zaštita Ujedinjenog Kraljevstva i britanske teritorije, britanskih državljana i imovine od svih pretnji, uključujući terorizam i špijunažu;
2. Zaštita i unapređenje odbrambenih kapaciteta Velike Britanije i njenih spoljnopolitičkih interesa;
3. Zaštita i unapređenje ekonomskih potencijala Velike Britanije i njenog ukupnog blagostanja;
4. Podrška u otkrivanju i prevenciji teškog kriminala.[14]

Uz premijera, britanskim obaveštajno-bezbednosnim sistemom rukovodi Komitet stalnih podsekretara za usmeravanje obaveštajnog rada ([engl. Permanent Secretaries Committee onthe Intelligence Services - PSIS). PSIS pomaže resornim ministrima u stalnom nadzoru rada obaveštajnih i bezbednosnih službi. Osnovne funkcije PSIS su:
1. Utvrđivanje strateških planova i smernica rada obaveštajne mašinerije;
2. Definisanje prioriteta za prikupljanje obaveštajnih saznanja i izradu nacionalnih obaveštajnih procena;
3. Definisanje operativnih obaveštajnih programa obaveštajne mašinerije;
4. Razmatranje drugih pitanja od značaja za realizaciju obaveštajnih aktivnosti.

Finansijski poslovi Komiteta se podnose Ministarskom komitetu(CSI), koji donosi odluku o finansiranju obaveštajnih službi iz državnog budžeta. Na čelu PSIS je Sekretar kabineta(vlade), a članovi su podsekretari ministarstava odbrane, unutrašnjih poslova i finansija. Koordinator za obaveštajni rad ima ulogu savetnika PSIS i predsedava savetodavnim komitetom, poznatim kao Preliminarni komitet, koji predstavlja prvu proveru predviđenih troškova za realizaciju obaveštajnih i bezbednosnih poslova. Do sada su Koordinatori bili najistaknutije ličnosti iz oblasti obaveštajnog rada (rukovodioci obaveštajnih službi). Takođe, u periodu posle Drugog svetskog rata, zabeleženo je da su istovremeno oni bili i članovi Gornjeg doma (pripadnici britanske aristokratije).
Uz MIS i PSIS, na planu koordinacije i rukovođenja obaveštajnim i bezbednosnim aktivnostima u Velikoj Britaniji deluje još nekoliko tela izvršne vlasti. Posebno se ističe Združeni obaveštajni komitet (engl. Joint Intelligence Committee - JIC), deo kabineta premijera pod kontrolom Sekretara kabineta. JIC je telo koje odobrava opšte obaveštajne zahteve i razmatra ih pod nadzorom Koordinatora obaveštajnih i bezbednosnih službi (engl. Security and Intelligence Coordinator). Izveštaj o zahtevima službi odlazi ministrima na odobrenje. JIC ima zaduženja da:
- usmerava i nadzire rad obaveštajnih službi u zemlji i inostranstvu u cilju osiguranja efikasnosti, ekonomičnosti i brzog prilagođavanja novim zahtevima, a pod najširim nadzorom Stalne komisije;
- podnosi na odobrenje ministrima izveštaje u dogovorenim intervalima (najmanje jednom nedeljno) o obaveštajnim zahtevima, prioritetima i drugim zadacima službi;
- po potrebi koordinira zajedničke planove rada različitih odeljenja u obaveštajnim službama
- vrši nadzor i daje rana upozorenja za razvoj direktnih i indirektnih pretnji iz inostranstva prema britanskim političkim, vojnim i ekonomskim interesima
- vrši procene o događajima vezanim za spoljne poslove, odbranu, terorizam, međunarodni kriminal, naučne, tehničke i međunarodne ekonomske aktivnosti;
- vrši procenu pretnji bezbednosti;
- odražava i nadgleda veze sa Komonveltom i stranim obaveštajnim službama i procenjuje standarde za pristup svojim informacijama.

Komitet može da osniva i stalne potkomitete za izvršenje svojih obaveza. Komitet direktno izveštava o svom radu Sekretara vlade, osim kada vrši posebne procene za načelnike Generalštaba. Organizovan je u više potkomiteta pod imenom Grupe za tekuću obaveštajni rad (engl. Current Intelligence Groups . CIGs), zadužene za pojedine resore i agencije, zbog čega se sam JIC smatra obaveštajnom ustanovom. Pored ovih grupa, JIC u svom sastavu ima i stalni Analitički štab (engl. Assessments Staff), Grupe koordinatora(engl. Coordinator’s Group) i Sekretarijat(engl. Joint Intelligence Secretirait). Anatlitički štab je zadužen za analitičke poslove tj. obradu obaveštajnih informacija dobijenih od drugih britanskih institucija.
Parlamentarni nadzor nad radom obaveštajnih i bezbednosnih službi u Velikoj Britaniji vrši Komitet za obaveštajne i bezbednosne poslove(engl. Intelligence and Security Committee - ISC), osnovan Zakonom o obaveštajnim službama 1994. godine. ISC ispituje usklađenost rada, efikasnost administracije i obaveštajnu politiku MI-5, MI-6 i GCHQ Deluje u potpunoj tajnosti, sastavljen je od 9 članova i ima širok pristup informacijama u delovanju ovih službi i njihovim najtajnijim informacijama do kojih dođu u okviru obaveštajnog rada. Komitet ima pravo da traži od premijera izveštaj o njegovom radu na planu organizacije i nadzora obaveštajnih i bezbednosnih aktivnosti britanskih službi, i obrnuto.
Britanski Parlament ima ograničenu kontrolu nad obaveštajnim aktivnostima, tako da je u Velikoj Britaniji posebno izdvojena kontrola zakonitosti rada obaveštajnih službi. U tom cilju, kao posebne institucije, deluju Komisije i Sudovi, nezavisni od izvršne vlasti, koji u oblasti obaveštajno-bezbednosnih poslova ispituju poštovanje zakona od strane obaveštajnih službi, naročito povrede ljudskih prava, imovine i sl.
Britanske obaveštajne ustanove deluju u okviru pojedinih ministarstava, te su zbog toga nadležni ministri odgovorni za njihov rad. To je delimično tačno jer je zakonima o bezbednosti, prisluškivanju i dr. predviđena direktna komunikacija između šefova službi i premijera, čime su prava i odgovornosti ministara smanjena. Ovo, istovremeno, stavlja Koordinatora u Kabinetu premijera u prvi plan i praktično objašnjava zašto, pri promeni izvršne vlasti, ne dolazi do promena šefova službi koji su formalno pomoćnici ministara (stalni podsekretari). Ovakav način upravljanja obaveštajnim sistemom pruža dugoročnu garanciju stabilnosti i sigurnosti obaveštajnih informacija.

## Služba bezbednosti - MI5
| Služba bezbednosti - MI5                                                              |
| ------------------------------------------------------------------------------------- |
| Osnivanje: 1909. godine kao Biro za tajne službe                                      |
| Sedište: Tejmz Haus, London, Engleska, UK                                             |
| Moto: Regnum Defende (Odbrana Kraljevstva)                                            |
| Zaposleni: 4 037 zaposlenih                                                           |
| Godišnji budžet: Jedinstveni račun za obaveštajne službe (oko 2,3 milijarde godišnje) |
| Generalni direktor: Endrju Parker(Andrew Parker)                                      |
| Veb sajt: www.mi5.gov.uk                                                              |

Bezbednosna služba, MI5 (engl. Millitary Intelligence, Section 5 - Vojna obaveštajna služba, odeljak 5), osnovana je 1909. godine pod imenom „Biro tajne službe” (engl. Secret Service Bureau) na inicijativu Komiteta za odbranu Imperije(engl. Committee of Imperial Defence). Služba deluje pod imenom „Biro tajne službe” do januara 1916. godine , kada postaje deo Direktorata za vojni obaveštajni rad (engl. Directorate of Military Intelligence) Ministarstva rata (engl. War Office) i menja naziv u Vojno obaveštajno odeljenje br.5 (engl. Military Intelligence - MI5). Sadašnji naziv „Tajna služba” dobila je 15. oktobra 1931. godine, ali se zbog popularnosti u Prvom svetskom ratu zadržao i naziv MI5. Služba ima svoju statutarnu osnovu u Aktu bezbednosnih službi iz 1989. i u Aktu obaveštajnih službi Ujedinjenog Kraljevstva iz 1994. godine.
Funkcija MI5 jeste da očuvanje bezbednosti zemlje u svakom trenutku. Vrednosti koje doprinose organizaciji jesu:
1. Pravljenje razlike - Fokus na misiji i težnja ka stvarnim rezultatima koji treba da učine zemlju sigurnijom
2. Timski rad
3. Profesionalizam -Najviši standardi integriteta i objektivnosti, velike veštine, stručnost i iskustvo,kvalitetno upravljanje informacijama, jaka bezbednosna kultura, posvećenost vladavini prava, odgovornost i poštovanje sopstvenih procedura
4. Inovacije - Nove ideje i različiti pristupi za unapređenje sopstvenih sposobnosti, načina rada i za prevazilaženje prepreka na putu do uspeha

### Nadzor i kontrola
Između 1909, kada je MI5 osnovan, pa sve do danas, Agencijom je rukovodilo 17 generalnih direktora(jednostavno zvanih „Direktori” do 1941. godine). Do 1993, Premijer ih je imenovao tajno, a njihova imena i uloge nisu bile otkrivene široj javnosti. Prvi generalni direktor kojeg je premijer javno imenovao bio je Dame Stella Rimington (iako su imena nekoliko prethodnih generalnih direktora postala javno poznata i pre toga).
Od 1993, politika MI5 počinje da imenuje generalne direktore, dok u poslednjih nekoliko godina generalni direktori imaju tendenciju da budu na tom položaju od 4 do 5 godina. Uloga generalnog direktora je utvrđena u Zakon o bezbednosnim službama iz 1989.. On je lično odgovoran za:
- operacije i efikasnost MI5
- izradu godišnjeg izveštaja o radu Ministru unutrašnjih poslova i Premijeru
- osiguravanje političke nepristrasnosti
- obezbeđivanje dobijanja i objavljivanja informacija u skladu sa svojom zakonskom odgovornošću

U izvršavanju navedenih odgovornosti, generalnom direktoru pomažu interni mehanizmi koji su osmišljeni tako da se rad MI5 vodi sledećim principima:
1. Vladavina prava je najvažnija
2. Metode istraživanja moraju biti proporcionalne pretnjama i odobreni na zakonski predviđenom nivou[19]

Poslovi bezbednosne zaštite (engl. Protective Security) podrazumevaju aktivnost MI5 na utvrđivanju bezbednosnih procedura i drugih mera kojima se štite ukupni materijalni i ljudski potencijali britanske vlade, ministarstava i drugih državnih institucija. Specijalizovana odeljenja i timovi službe zaduženi su za izradu planova o merama otkrivanja i neutralisanja špijunskih aktivnosti iz inostranstva, delovanja terorističkih grupa, i drugih pretnji po vitalne objekte i infrastrukturu državnih ustanova Velike Britanije. Na polju zaštite osetljivih komunikacionih sistema, MI5 posebno sarađuje sa Centrom za zaštitu nacionalne infrastrukture (engl. Centre for the Protection of National Infrastructure - CPN) i GCHQ, na osnovu zakonskih ovlašćenja i direktiva Vlade i njenih ministarstava.
2011. godine, Njegovo Kraljevsko Visočanstvo, Princ od Velsa, pristao je da postane Kraljevski pokrovitelj obaveštajnih službi (MI5, SIS, GCHQ). Takođe, MI5 posluje pod zakonskom nadležnošću Ministarstva unutrašnjih poslova, ali nije njen deo.

### Organizaciona struktura
U okviru centrale MI5 deluju i operativne direkcije(sektori), koje su zadužene za realizaciju operativnih obaveštajnih ili kontra-obaveštajnih zadataka, na čijem se čelu nalazi direktor. Direktor, zamenici i pomoćnici direktora čine Kolegijum(upravljačko telo) MI5, na čijim sednicama razmatraju razna strateška pitanja od značaja za efikasno funkcionisanje službe, kao i probleme vezane za izradu godišnjeg plana finansiranja MI5 i raspodelu i upravljanje istim. Obaveštajnim istraživanjem i realizacijom mera zaštite radi suprotstavljanja raznim pretnjama bave se 3 direkcije, dok preostale dve realizuju aktivnosti prikupljanja, obrade i rukovanja saznanjima dobijenim obaveštajnim radom.
U Centrali postoji i odeljenje za pravne savete, a uvedena je i funkcija Direktora i koordinatora obaveštajnog rada u Severnoj Irskoj(engl. Director and Coordinator of Intelligence/Northern Ireland), koji neposredno odgovara Generalnom direktoru i ministru unutrašnjih poslova za Severnu Irsku.
Centralu MI5 čine:
- Direkcija za prikupljanje obaveštajnih podataka, produkciju i rukovođenje informacijama (engl. Intelligence Collection and Production, Information Managment)
- Direkcija za borbu protiv špijunaže, organizovanog kriminala i preventivnu bezbednost (engl. Espionage, Serious Crime, Protective Security)
- Direkcija za borbu protiv tzv. „Irskog terorizma” (engl. Terorism related to Northern Ireland)
- Direkcija za obaveštajni rad u Severnoj Irskoj (engl. Intelligence/Northern Ireland)
- Direkcija za personal, bezbednost, finansije i rukovođenje potencijalima službe(engl. Personnel, Security, Finance and Facilities Managment)
- Ured pravnog savetnika (engl. Legal Advisers)[20]

Prema zvaničnim podacima, od ukupnog broja zaposlenih, 340 je zaposleno na operativnim poslovima (kao što je regrutovanje agenata i prikupljanje informacija), dok su ostale raspoređeni u 13 grupa zanimanja po pojedinim direkcijama. Težište rada MI5 stavljeno je na obaveštajni rad tj. „prikupljanje, analiziranje i korišćenje informacija u nameri da se identifikuje, istraži i bori sa pretnjama nacionalnoj bezbednosti ili ekonomskom blagostanju za koje je Služba odgovorna po zakonu”. Naime, sve radnje koje operativne službe preduzimaju za potrebe MI5 su pod kontrolom i direktnim usmeravanjem MI5, bilo da je reč o istragama, hapšenjima, poterama i sl.

### Istorijat i delatnost

#### Početak
U početku, „Biro tajne službe” su činila samo 2 oficira: pedesetogodišnji kraljevski komandant mornarice Mansfield Cumming i, četrnaest godina mlađi kapetan vojske, Vernon Kell. Cumming i Kell su kasnije razdvojili firmu kako bi postali prvi šefovi tj. budući SIS i MI5. Kellov glavni zadatak bio je da se pozabavi onim o čemu je zvanični komitet izveštavao 1909. godine, a to je „obimni sistem nemačke špijunaže”, koji je bio zasnovan uglavnom na pitanju nemačkih državljana u Britaniji. 
Nakon što je na početku sledio lažne tragove, Kel je otkrio stvarnu mrežu špijuna koji su radili za Nemačku pomorsku obaveštajnu službu (engl. German Naval Intelligence Service), koja je predstavljala značajnu pretnju britanskoj sigurnosti. Kao ministar unutrašnjih poslova u periodu 1910-1911., Vinston Čerčil (Winston Churchill, omogućio je Kelu maksimalno korišćenje svojih sredstava na 2 vitalna načina.
1. Pozvao je glavne policajce da pomognu u Kelovim operacijama protiv špijunaže;
2. Uveo je sistem Kućnih kancelarija (engl. Home Office Warrants - HOW) u kojima je svaki od njih ovlašćen od strane ministra unutrašnjih poslova za presretanje svih prepiski osumnjičenih(i dalje su bili potrebni nalozi potpisani od strane ministra unutrašnjih poslova za otvaranje svakog pisma).

Ovi aranžmani su se pokazali ključnim u omogućavanju MI5 da istražuje osumnjičene.

#### Prvi svetski rat
Na početku prvog svetskog rata, MI5 je, uz pomoć policije, okružio sve agente koji čiji je rad u nemačkoj pomorskoj obaveštajnoj službi bio od bilo kakvog značaja. Nemačke arhive pokazuju da je najmanje 120 špijuna poslato u Britaniju u nekom trenutku tokom Prvog svetskog rata. MI5 je uhvatio 65 njih. Ne postoje ubedljivi dokazi da je bilo koji od ostatka agenata vratio značajne obaveštajne podatke Nemačkoj. Neki "izviđački agenti" u neutralnom brodarstvu mogli su da izveštavaju samo o tome šta bi mogli primetiti prilikom poziva u britanske luke, dok su brojni drugi agenti su prekinuli kontakte sa službom.
Suočen s opadajućom pretnjom nemačke špijunaže, MI5 je tokom druge polovine rata povećao pažnju na kontra-subverziju. Kao i vlada, pogrešno je sumnjao da je nemačka i komunistička subverzija zapalila britanske industrijske sporove. 
Gospođa A. V. Masterson je postala prva žena koja upravlja finansijama vladine kancelarije. Jane Sissmore, koja se pridružila MI5 kao šesnaestogodišnja sekretarica direktno iz škole 1916. godine, napredovala je tako brzo da je do 1924. postala kvalifikovani advokat i glavni stručnjak MI5 za sovjetske poslove, dok je Stella Rimington postala je generalni direktor MI5 1992. godine.

#### Međuratni period
Admiral Sir Hugh 'Quex' Sinclair, koji je postao šef SIS-a nakon Cummingove smrti 1923. godine, napravio je neuspešnu ponudu za preuzimanje MI5 na osnovu toga što je učinio da je 'nemoguće izvući liniju' između špijunaže i kontra-špijunaže. Do 1925. godine, iako je MI5 osigurala svoje postojanje kao nezavisna agencija, imala je samo 35 osoblja. Kel je 1925. godine rekao Komitetu tajne službe Vhitehall-a da zbog nedostatka resursa "nije imao" agente "u prihvaćenom smislu reči, već samo informatore, iako bi mogao zaposliti agenta za određenu svrhu."
Međutim, i početkom 1939. godine, MI5 je imala samo 36 službenika, sa još 103 ljudi iz sekretarskog i registarskog dela. Najupečatljiviji predratni uspeh MI5 bio je prodor ambasade u Londonu u nacističku Nemačku. Njen najvažniji izvor bio je anti-nacistički nemački diplomata Volfgang cu Putlitz(Wolfgang zu Putlitz).
Veličina MI5 drastično se smanjila u periodu nakon Prvog svetskog rata. Samo postojanje službe pretrpelo je razne pretnje, ali je početkom ’30-ih dobio na značaju u borbi protiv komunističke i fašističke subverzije u Velikoj Britaniji. Takođe, igrao je i vodeću ulogu u borbi protiv sovjetske špijunaže i dobijanja informacija o nacističkoj Nemačkoj.

#### Drugi svetski rat
Služba bezbednosti imala je ključnu ulogu u Drugom svetskom ratu, prvenstveno u borbi protiv neprijateljske špijunaže, presretanja nemačkih komunikacija i dezinformacija nazad u Nemačku. Služba je postigla veliki uspeh u otkrivanju neprijateljskih agenata u Britaniji, od kojih su neki "pokrenuli" Službu i postali dvostruki agenti. Ovo je poznati sistem „Double Cross” koji je doprineo uspehu sletanja savezničkih snaga u Normandiju na dan D u junu 1944. godine.Kada su zarobljeni nemački zapisi obavljeni 1945. godine, utvrđeno je da su gotovo uništeni. Jedini izuzetak bio je agent koji je izvršio samoubistvo pre hapšenja. Po prvi put, služba se suočila sa pitanjem lojalnosti britanskih komunista na osetljivim položajima vlade. Ovo je imalo važne reperkusije nakon rata.
Maja 1940, šef službe Ser Vernon Kel bio je povučen po naredbama novoimenovanog premijera Vinstona Čerčila. Zamenio ga je brigadir Osvald "Džasper" Harker(engl. Oswald "Jasper" Harker), kojeg je u aprilu 1941. zamenio Ser David Petri(engl. Sir David Petrie). Pod Ser Davidom, Služba je prošla velike reforme koje su značajno poboljšale njegovu sposobnost da se suoči sa zahtevima ratnog stanja, a zatim su usledili njegovi glavni uspesi protiv nemačke špijunaže.

#### Hladni rat i posthladnoratovski period
Drugi svetski rat završio se podelom Evrope između dve supersile, Sjedinjenih Američkih Država(SAD) i Sovjetskim Savezom(SSSR). Subverzija i sovjetska špijunaža bili su ključna briga tokom Hladnog rata, a od 1970-ih pa nadalje, pojavio se terorizam kao ozbiljna pretnja po nacionalnu bezbednost.
Glavna promena u Službi bezbednosti nakon Hladnog rata bila je promena prioriteta i to iz oblasti kontra-špijunaže i kontra-subverzije na borbu protiv terorizma.

### Sedište
Služba od 1995. godine ima sedište u Tejmz Hausu u londonskom kvartu Milbenk. Tejmz Haus je takođe i sedište Kancelarije za Severnu Irsku kao i Objedinjenog centra za analizu terorizma, organizacije podređene Bezbednosnoj službi.

## SIS - Tajna obaveštajna služba - MI6
Tajna obaveštajna služba (Secret Intelligence Service), takođe poznata kao MI6 (Millitary Intelligence 6), u skladu sa Zakonom o obaveštajnim službama iz 1994. godine (engl. Intelligence Service Act - ISA, 1994) deluje pod nadležnošću državnog sekretara. Funkcije M16/SIS, u skladu sa prethodno pomenutim zakonom su:
1. prikupljanje i pružanje informacija u vezi sa delima i namerama lica van Britanskih ostrva,
2. obavljanje drugih zadataka u vezi sa delima i namerama tih lica

Prema istom paragrafu, funkcije MI6 biće obavljane samo:
- u nacionalnom interesu, sa naglaskom na odbranu i međunarodnu politiku Ujedinjenog Kraljevstva (Her Majesty's Government in the United Kingdom)
- u interesu ekonomskog blagostanja Ujedinjenog Kraljevstva
- u podršci u otkrivanju teških krivičnih dela

Dakle, funkcija MI6/SIS je obavljanje obaveštajnih aktivnosti u inostranstvu, odnosno prikupljanje obaveštajnih saznanja od značaja a britanske vitalne nacionalne interese u oblastima bezbednosti, odbrane, teškog kriminala i ekonomske politike. U svom radu, ova služba koristi izuzetno moćne ljudske, materijalno-tehničke i druge potencijale, sve savremene obaveštajne metode (agenturni metod,korišćenje legalnih mogućnosti, isledni metod, saradnja sa stranim obaveštajnim službama itd.). Takođe, ona koristi i rezultate drugih institucija, npr. Britanskog Saveta, BBC, Centra za strateška istraživanja i drugih.

### Nadzor i kontrola
Za celokupan rad službe rukovodilac MI6/SIS odgovoran je premijeru. On ima obavezu da obezbedi:
- da se osiguraju metode da M16 ne prikuplja nikakve informacije osim onih koje su neophodne za obavljanje njenih funkcija, i ne otkriva više informacija nego što je neophodno za rad slube 
  - u te svrhe
  - u interesu nacionalne bezbednosti
  - u svrhu prevencije, ili otkrivanja ozbiljnih krivičnih dela
  - u svrhu bilo kakvih krivičnih radnji
- da služba ne preduzima nikakve akcije u interesu bilo koje političke partije u Ujedinjenom Kraljevstvu.

Otvaranje dokumenata obavlja se u skladu sa Zakonom o javnim aktima iz 1958 godine, a otvaranje dokumentacije potrebne Revizoru ili Generalnom Kontroloru je moguće po odobrenju premijera. Šef službe ima obavezu da podnosi godišnji izveštaj o radu službe premijeru i državnom sekretaru.

#### Organizacija i kadrovi
MI6 organizovana je u četiri direktorijata:
1. Direktorat za regrutovanje i produkciju (operativni obaveštajni rad)
2. Direktorat za kontraobaveštajni rad i bezbednost
3. Direktorat za kadrove i administraciju
4. Direktorat za specijalnu podršku (subverzivna aktivnost)[22]

U okviru teritorijalnog principa organizovanja, služba ima sedam referata za:
- Veliku Britaniju
- Evropu
- Rusku Federaciju
- Afriku
- Srednji Istok
- Daleki Istok
- Zapadnu Hemisferu

Svakim referatima rukovode kontrolori.
SIS/MI6 vrlo često regrutuje sa "elitnih" britanskih univerziteta kao što su: Oksford, Kembridž, Edinburg i drugi. Profesori pomenutih univerziteta imaju tradiciju dugogodišnje saradnje sa službom, što pomaže u odabiru regruta.

### Istorijat i delatnosti
Svoje početke ova služba prati još od Spoljne sekcije Biroa tajne službe (Foreign Section of the Secret Service Bureau) koji je Komitet Imperijalne odbrane (Committee of Imperial Defence - CID) osnovao 1909. godine. Za rukovodioca ove organizacije, uprkos tome što nije imao nikakvo pređašnje iskustvo u obaveštajnom radu, zahvaljujući "specijalnim kvalifikacijama" postavljen je Ser Mesnfild Kaming (Sir Mansfield Cumming). Pokazao se kao dobar izbor, i od početka, Oktobra 1909 godine, bio je predan dodeljenom zadatku.
Svoje prvo sedište Sekcija dobija sedište u Vaukshol Brigu (Vauxhall Bridge). Uporedno je uspostavljena i druga adresa sa lažnom firmom za uvoz i izvoz kao i poštom. Na taj način, sve što je stizalo na tu adresu bilo bi prosleđeno u sedište Sekcije.

#### Prvi svetski rat
Izbijanje Prvog svetskog rata, izuzetno izazovnog perioda za ovu organizaciju koja je u proteklim godinama počela usku saradnju sa vojnim obaveštajnim odeljenjima Ministarstva rata (War office), poklopilo se sa ličnom tragedijom rukovodioca Ser Mensfild Kaminga, koji doživljava tešku saobraćajnu nesreću u kojoj njegov sin nakon fatalne povrede glave, a sam Kaming biva teško povređen, i gubi stopalo.
Ovo je bio period dramatičnog rasta i angažovanja Sekcija koji će značajno doprineti rezultatu rata. Kao primer aktivnosti Sekcije je kupovina podataka o Nemačkoj ratnoj mornarici (i kasnije o gubicima Nemačke u bici za Jiland) od bivšeg nemačkog pomorskog oficira Karla Krugera (Karl Krüger) u Novembru 1914. godine, kao i uspostavljana izuzetno opsežne mreže špijuna u okupiranoj Belgiji (od čak 800 pripadnika) koji su Ujedinjenom Kraljevstvu dostavljali informacije o pomeranjima Nemačke vojske unutar ove zemlje.
U toku rata, Sekcija postaje deo Vojno obaveštajnog direktorijata (Millitary Intelligence Directorate) unutar koga su delovala obaveštajna odeljenja od 1 do 40. Ubrzo posle rata, Kamingova sekcija koja je do tada funkcionisala kao MI1, 1920. godine nastaje Vojno obaveštajno odeljenje 6 (Millitary Intelligence 6), odnosno MI6 (Zvanično, ovaj naziv se više ne upotrebljava, ali je i dalje ostao prepoznatljiv kao drugi naziv za SIS - Tajnu obaveštajnu službu)

#### Međuratni period
Tokom ovog perioda, za glavnu pretnju su smatrani boljševici, koji uspostavljaju Sovjetski savez nakon pobede u Ruskom građanskom ratu. Za naporima SIS-a u Sovjetskom savezu bio je ključan Ser Paul Duks (Sir Paul Dukes).
Međuratni period okarakterisan je premeštanjem službe na nekoliko različitih sedišta (da bi se trajnije smestila u Brodvej ulici), smanjivanjem budžeta za službu i novim rukovodiocem, admiralom Hug Sinklerom (Hugh Sinclair). Pored obavljanja funkcije rukovodioca SIS-a, bio je i zadužen za Vladinu Školu za Šifre i Kodove (Government Code & Cypher School) GC&CS, preteča Vladinog štaba za komunikacije, GCHQ.
Kako je opasnost od nacističke Nemačke postajala sve primetnija, 1938. godine se osniva se sekcija D, zadužena za sabotažu i kontra-diverzantske operacije.

#### Drugi svetski rat
Početkom rata, Hug Sinkler umire, i njegovu poziciju kao šef Tajne obaveštajne službe preuzima pukovnik Stuard Menzis (Stuard Menzies). On će upravljati ovom organizacijom u ratnom periodu, koja tada doživljava masovnu ekspanziju. Povećanju svedoči informacija da je, kada je Menzi stupio na funkciju rukovodioca, ova služba imala tek 42 oficira i 55 sekretara, da bi početkom 1944, u godini kada se dogodila operacija Overlord,u štabu SIS-a radilo 837 ljudi. Menzi je bio od velikog značaja za rat, i bio je jedan od retkih ljudi koji su zadržali svoju funkciju tokom celog rata.
Prethodno pomenutoj operaciji Overlord prethodila je velika akcija SIS-a u obliku "Suksekse intigre" (Sussex scheme), odnosno operacija postavljanja operativaca iza neprijateljskih linija, koji su slali informacije od značaja za predstojeću invaziju na Normandiju. Razrađene mreže špijuna bile su prisutne i u Belgiji, Francuskoj i Norveškoj.

#### Hladni rat i poslehladnoratovski period
Period Hladnog rata obeležio je niz unutrašnjih promena unutar SIS i bliža saradnja sa SAD. 1948. godine dve države su imale zajedničko planiranje u slučaju rata sa Sovjetskim savezom u Londonu, a dalji sastanci u Vašingtonu 1949 samo će još više utemeljiti saradnju.
Kao primer uspešnog obaveštajnog prodora u SSSR služi akcija vrbovanja pukovnika Olega Petrovskog, rukovodioca Uprave za obaveštajni rad Glavnog štaba Sovjetske vojne obaveštajne službe GRU.
U ovom periodu SIS dobija svoj jedinog rukovodioca sa prethodnom istorijom u MI5, Dik Vajta (Dick White).
Današnji ciljevi ove službe neposredno su vezani za dugoročne spoljnopolitičke interese Ujedinjenog kraljeva. "rad na duge staze" (long-term intelligence) je osnovno obeležje rada SIS/MI6. Agenturni rad, odnosno vrbovanje agenata u drugim zemljama, je specifično u meri u kojoj se dovodi u pitanje da li se radi o agentima ili iskrenim prijateljima Ujedinjenog Kraljevstva. Kontakti se često obavljaju kroz porodične veze, sa ljudima koji su već prošli kroz period "neosetne ideološke indoktrinacije". Ovo stvara uslove u kojima je za kontraobaveštajne službe izuzetno teško da otkriju obaveštajne mreže SIS-a. Ipak, služba se nije odrekla ad hoc obaveštajnih zadataka, odnosno korišćenja klasičnih agenturnih aktivnosti (radio veze, upotreba tajnopisa itd.). Obaveštajci SIS-a su prevashodno fokusirani na regrutovanju agenata, umesto izlaganju riziku otkrivanja kroz tradicionalne obaveštajne aktivnosti.

### Sedište
Rukovodni vrh službe (centar) Tajne obaveštajne službe (SIS) danas se nalazi na Alber Embankment 85, Vauxal Cross, u zgradi koju je dizajnirao Teri Farel. Zgradu je zvanično otvorilo Njeno kraljevsko visočanstvo Jula 1994. godine. Pretpostavlja se da ima oko 2500 pripadnika.

## Ostale organizacije

### Obaveštajni biro Metropliten policije[22]
Osnovni cilj Obaveštajnog biroa Metropoliten policije (engl. Met Intelligence Bureau) je da pribavi obaveštajne podatke koja je ključna za rad Metropoliten policije, kao i da analizira i proceni stečena saznanja o organizovanom kriminalu i slučajevima najtežih kriminalnih delatnosti. U saglasnosti sa raznovrsnošću funkcija koji biro obavlja, ustanovljeno je više timova. To su:
- Tim za obaveštajnu podršku 24/7 (The 24/7 Intelligence Support Team) - prikuplja podatke na nacionalnom i međunarodnom planu o teškim kriminalnim delatnostima i organizovanom kriminalu.
  - Operativni odsek "Artemis" (Operation Artemis) - prikuplja obaveštajne podatke o licima koje Metropoliten policija traži zbog ubistva i drugih težih krivičnih dela.
- Obaveštajni tim R.D.A.(Resarch, Development and Analaysis - R.D.A.) - zadužen za obaveštajnu analizu i podršku u radu sa težim oblicima kriminalnog ponašanja. Ovaj tim se bavi novim oblicima kriminalnih aktivnosti, ne bi li ih predupredila i pružila Metropliten policiju sa adekvatnim i blagovremenim podacima koji bi joj pomogli u suzbijanju takvih ilegalnih aktivnosti.
- Tim za procene i izradu obaveštajnih dokumenata (The Assessment Team) - izrađuje dokumente koje sadrže bezbednostne procene za područje Londona.
- Forenzički obaveštajni tim - bavi se prikupljanjem podataka sa mesta različitih kriminalnih dela. Koristeći forenzičke metode oni upoređuju različite zločine, ne bi li se ustanovile moguće veze.
- Tim za istraživanje krivolova zaštićenih životinja (The Wildlife Crime Team) - bavi se prikupljanjem podataka o krivolovu
- Tim za telekomunikacijski obaveštajni rad (The telecommunications Intelligence)- Prati telekomunikacijske podatke u vezi industrijskog poslovanja

### DIS[7][22]
Obaveštajni štab odbrane (engl. Defence Intelligence Staff) je osnovan 1964. godine. DIS je centralno obaveštajno-bezbednosno ustanova koja deluje u okviru britanskog Ministarstva odbrane (Ministry of Defence - MOD). Obaveštajni štab odbrane zadužen je za strategijski obaveštajni rad. Tu se podrazumeva prikupljanje i obradu obaveštajnih saznanja koja se tiču odbrambene doktrine ili strategija bezbednosti u inostranstvu, kao i materijalnih i ljudskih potencijala, opremljenosti, organizacije i tehničko-tehnološke razvijenosti vojnih snaga i vojnih industrija stranih zemalja. Da bi ovo postigao, DIS se koristi javno dostupnim podacima, obradom fotografija i satelitskih snimaka, kao i prikupljanjem i obradom podataka kroz prisluškivanje svih forma verbalne i neverbalne komunikacije. DIS izrađuje izveštaje i procene koje se mogu ticati svega od studija o oružanim snagama potencijalnog protivnika do analize o aktuelnim dešavanjima u svetu koja imaju uticaj na interese Ujedinjenog Kraljevstva. Takvi izveštaji često se menjaju i dopunjuju da bi ostali ažurirani i korisni namenjenom korisniku.

### NDEDIU[2]
Nacionalna obaveštajna jedinica za domaći ekstremizam i nerede (engl. National Domestic Extremism and Disorder Intelligence Unit), od svog nastanka u 2011. godini, obavlja svoju funkciju prikupljanja, obrade i prosleđivanja podataka o ekstremizuju i neredima. Ona pruža podatke o svim oblicima unutrašnjeg ekstremizma koji mogu imati negativni uticaj na vladu ili industrijsko poslovanje UK. Takođe, ono pomaže praćenju i obezbeđivanju mirnih protesta unutar Ujedinjenog Kraljevstva, sa prikupljanjem podataka o pojedincima koji ili grupama koje mogu mirne proteste pretvoriti u nasilne.

### NCA[3]
Nacionalna agencija za organizovani kriminal (engl. National Crime Agency) se bavi prikupljanjem podataka o svim oblicima organizovanog kriminala, ali posebno o onim koji imaju međunarodni karakter, sa fokusom na sajber bezbednost, belo roblje i organizovane ilegalne imigracije.

### NBIS[4]
Nacionalna obaveštajna služba za balistiku (engl. The National Ballistics Intelligence Service) obavlja brzo prikupljanje i obradu strateških i taktičkih podataka vezanih za upotrebu vatrenog oružja u Ujedinjenom Kraljevstvu. Njen rad je ključan za borbu protiv velikog dijapazona kriminalnog ponašanja unutar Ujedinjenog Kraljevstva.

### Nacionalni obaveštajni biro za borbu protiv prevara[5]
Nacionalni obaveštajni biro za borbu protiv prevara (engl. National Fraud Intelligence Bureu) deo je policije grada Londona, i njena funkcija je da prikuplja i obrađuje podatke o svim oblicima prevara, organizovanog kriminalnog delovanja, serijskih krađa identiteta kao i da ustanovi nove oblike kriminalnih delatnosti.

### Objedinjeni obaveštajni komitet[9]
Objedinjeni obaveštajni komitet (engl. Joint Intelligence Organisation) prednjači u analizi podataka unutar obaveštajnog sistema Ujedinjenog Kraljevstva. Komitet uključuje Štab za procenu (the Assessment staff) i Profesionalno rukovodstvo za obaveštajnu analizu (Professional Head of Intelligence Analysis). Zadatak Štaba za procenu podrazumeva obrađivanje i izrađivanje analize na osnovu podataka od drugih disciplina i departmana. Većina podataka koja dolazi do Ministara i nadležnih biva najpre pregledan od strane Štaba. Profesionalno rukovodstvo za obaveštajnu analizu ima zadatak da nadgleda i upozorava na dupliranje ili nedostatke u analizama i karijernih struktura.